# John McLaren (écrivain)
Pour les articles homonymes, voir McLaren.
John McLaren, né le 3 août 1951 à Édimbourg en Écosse, est un écrivain britannique, auteur de roman policier.

## Biographie
Il fait des études de 1969 à 1972 à l'université de Durham, où il obtient une licence de droit. Il est ensuite diplomate jusqu'en 1980, puis travaille dans le secteur bancaire à la banque Barings, à Venture Capital et à la Deutsche Bank jusqu'en 1996.
En 1997, il publie son premier roman, Press Send. En 1999, il écrit Taxis noirs (Black Cabs), « un authentique roman noir » dans lequel il « met en lumière les agissements d'une bande de yuppies plus vrais que nature ; des dirigeants arrogants et machistes, animés par un unique objectif : accroître leur pouvoir et leurs revenus financiers, et pour ce faire « monter des coups » sans respect d'aucune règle morale, allant même jusqu'au meurtre ». Selon Claude Mesplède, « jubilatoire et d'une drôlerie peu commune malgré la noirceur du sujet, ce roman est un brillant témoignage sur l'évolution de la mondialisation que McLaren fustige avec une ironie mordante ».

## Œuvre

### Romans
- Press Send (1997)
- 7th Sense (1998)
- Black Cabs (1999) Publié en français sous le titre Taxis noirs, Paris, Éditions Liana Levi, coll. « À corps et à crime » (2002)  (ISBN 2-86746-290-8) ; réédition, Paris, Éditions du Seuil, coll. « Points policier » no 1123 (2003)  (ISBN 2-02-058886-2)
- Running Rings (2001) Publié en français sous le titre Cartel en tête, Paris, Éditions Liana Levi, coll. « À corps et à crime » (2003)  (ISBN 2-86746-328-9) ; réédition, Paris, Éditions du Seuil, coll. « Points policier » no 1256 (2004)  (ISBN 2-02-063966-1)
- Blind Eye (2004)
- The Good, The Bad, and the Beautiful (2012)

## Sources
: document utilisé comme source pour la rédaction de cet article.
- Claude Mesplède (dir.), Dictionnaire des littératures policières, vol. 2 : J - Z, Nantes, Joseph K, coll. « Temps noir », 2007, 1086 p. (ISBN 978-2-910-68645-1, OCLC 315873361), p. 269.